# Bagepalli
Bagepalli is een panchayatdorp in het district Chikkaballapur van de Indiase staat Karnataka. 

## Demografie
Volgens de Indiase volkstelling van 2001 wonen er 20.120 mensen in Bagepalli, waarvan 52% mannelijk en 48% vrouwelijk is. De plaats heeft een alfabetiseringsgraad van 63%. 